# Аули
Ау́ли — селище в Україні, у Криничанській селищній громаді Кам'янського району Дніпропетровської області. Колишній центр Аулівської селищної громади та Аулівської селищної ради. Населення за переписом 2001 року складало 4345 осіб.

## Географічне розташування
Аули розташовані на правому березі Кам'янського водосховища і є західним передмістям Кам'янського. Відстань до меж міста — 3 кілометри. Вище за течією на відстані 1 км розташований смт Дніпровське. Поруч проходять автомобільна дорога Н08 і залізниця, станція Воскобійня за 1 км.
Рельєф селища нерівний: висота над рівнем моря біля берегів водосховища 70—80 метрів, але в південній частині селища є різке підвищення до 160 метрів.

## Історія
На території сучасного селища виявлено два поселення та курганний могильник доби бронзи (15—9 століття до н. е.). Виявлено також 4 слов'янські поселення, з них 2 належать до черняхівської культури, поселення 8 століття та періоду Київської Русі.
За часів Запорозької Січі у цій місцевості було зимівників. Після ліквідації Січі вони були перетворені на державну слободу Романкове (тепер частина Кам'янського), у складі якої було поселення Авули. 1797 року там налічувалось 55 дворів та 221 мешканець.
Стосовно походження назви існують різні версії. За однією з них, назву поселенню дала Катерина II, коли під час подорожі на південь зупинилась у сусідньому селі Шошинівці. Оглядаючи місцевість з шошинівської церкви, вона помітила на обрії хутір і запитала: «А що це за аул?». Відтоді ця назва закріпилася за поселенням.
Інші дослідники, зокрема Юрій Кругляк, вважають цю версію неправдоподібною. Натомість, висувають версію на основі переказу місцевого старожила. Згідно з нею назву поселенню дали татари, які були тут першими поселенцями.
Розташування Аулів біля судноплавного Дніпра та торгових шляхів сприяло збільшенню кількості населення. 1886 року у слободі Аули (Романкове 2-ге) мешкало 1945 осіб. Тут було 426 дворів, православна церква, базар по неділям. Слобода входила до Романківської волості Катеринославського повіту. На розвиток села вплинуло також близьке розташування промислових підприємств Кам'янського, де був попит на робочі руки. 1896 року в селі були 2 хлібні магазини, 3 торгові, бакалійні і мануфактурні лавки, корчма.
За переписом 1897 року кількість мешканців зросла до 3804 осіб (1864 чоловічої статі та 1940 — жіночої), з яких 3800 — православної віри.
За матеріалами подвірного перепису 1898 року в Аулах налічувалось вже 638 господарств і 3 910 жителів. У селі діяла земська школа, заснована 1885 року.
Під час Першої світової війни і громадянської війни Аули неодноразово захоплювали війська різних армій: німецько-австрійські, УНР, більшовицькі, білогвардійські. 31 грудня 1919 року війська Червоної армії захопили Аули, у січні 1920 року остаточно встановлено радянську владу.
В ході колективізації наприкінці 1920-х—початку 1930-х років в Аулах було створено колгоспи. Під час організованого радянською владою Голодомору 1932—1933 років померло щонайменше 444 жителі селища.
Напередодні Німецько-радянської війни в Аулах працювали середня, дві семирічні школи, клуб на 400 місць, лікарська амбулаторія.
З 19 серпня 1941 року село було окуповано німецькими військами. 1943 року під час наступу радянської армії в районі Аул відбулася переправа через Дніпро. Бої за Аульський плацдарм, який захищав переправу тривали майже місяць. 22 жовтня Аули були звільнені від окупації. Після війни почалась відбудова господарства, згодом колгоспи було об'єднано в один — ім. Свердлова.

Нові будинки в Аулах, 1965 рік

1956 року поблизу Аул на Дніпрі почалось будівництво Середньодніпровської ГЕС. Прибережна частина Аул була затоплена, жителі переселилися на пагорб (ця частина села зараз називається Новими Аулами).
У червні 1958 року за рішенням Дніпропетровського облвиконкому Аули були віднесені до категорії селищ міського типу.

## Сучасність
Селище газифіковане, забезпечене централізованим водопостачанням.

### Підприємства
В Аулах розташоване обласне комунальне підприємство Аульський водовід, яке забезпечує водою Кам'янське і Дніпро. Водогін для цих великих міст побудували вище них по течії Дніпра, щоб уникнути потрапляння у нього стоків промислових підприємств.
Інше велике підприємство — КП «Аульська хлоропереливна станція». Забезпечує рідким хлором більшість міст України.

### Заклади соціальної сфери
- Аульська середня загальноосвітня школа;
- Дошкільний навчальний заклад;
- Аульська дільнична лікарня;
- Селищна бібліотека;
- Будинок культури;
- музична школа.

## Населення

### Мова
Розподіл населення за рідною мовою за даними перепису 2001 року:
| Мова            | Кількість | Відсоток |
| --------------- | --------- | -------- |
| українська      | 4164      | 95.84%   |
| російська       | 173       | 3.98%    |
| вірменська      | 6         | 0.14%    |
| білоруська      | 1         | 0.02%    |
| інші/не вказали | 1         | 0.02%    |
| Усього          | 4345      | 100%     |

## Персоналії
- Новицький Яків Павлович — український відомий історик, археолог, етнограф, фольклорист, краєзнавець, педагог
- Прокопенко Олексій Юхимович (1925—2009) — український кінооператор
- Павленко Андрій Олексійович (1984—2017) — прапорщик Збройних сил України, учасник російсько-української війни.